# 尼崎市立尼崎東高等学校
尼崎市立尼崎東高等学校（あまがさきしりつ あまがさきひがし こうとうがっこう）は、かつて兵庫県尼崎市食満（けま）にあった市立の高等学校。尼崎市立尼崎産業高等学校とともに統廃合され、2013年（平成25年）に廃校（閉校）となった。後身として尼崎市立尼崎双星高等学校が開校している。

## 概要
太平洋戦争後の高度経済成長期に、高校増設を求め10年間続けられた市民運動により、団塊の世代の進学する「高等学校生徒急増期」の1963年（昭和38年）、尼崎市立尼崎西高等学校とともに新設された。
少子化時代を迎え、2002年（平成14年）に尼崎市立高等学校教育審議会が、市立全日制高校3校の今後のあり方について諮問。翌2003年7月の答申を受けて尼崎市が2004年に市立全日制高等学校教育改革基本計画を策定。「効果的な教育投資を行う中で特色づくりを進めるとともに、学校教育活動の活性化を図る」ため「尼崎東高等学校と尼崎産業高等学校との発展的統合」を行うこととなり、2013年（平成25年）に廃校（閉校）となった。
なお、跡地は再開発され、芦屋市・神戸市地域のスポーツクラブ「アスロン」が専用グラウンド「アスロンプレイス」を設置。2021年（令和3年）4月には、尼崎市立園田東生涯学習プラザが移転する。

### 設置学科
- 普通科
  - 自然科学類型
  - 人文社会類型
  - 国際コミュニケーション類型
  - 音楽類型

## 沿革

### 年表
- 1962年（昭和37年） - 11月16日、「尼崎市立尼崎東高等学校開設事務取扱」と「開設事務従事」を発令、地鎮祭。12月24日、尼崎東高校と尼崎西高校の2校設置を尼崎市議会が議決。12月27日、2校設置を兵庫県教育委員会が許可[3]
- 1963年（昭和38年） - 2月8日、市役所内に尼崎東高校の開設準備事務所を設置。3月1日、市教育委員会主幹兼東高校開設準備事務取扱を県立尼崎高校教諭の石賀次郎に命令。3月27日、第1期工事（普通教室9つと管理部）完成、開設事務所も移転。4月1日、尼崎市立尼崎東高等学校が開校。初代校長の石賀次郎など全職員の異動を発令。4月8日、第1回入学式を挙行（男子210名、女子221名の計431名）[3]
- 2004年（平成16年） - 11月14日、30周年記念式典（尼崎市総合文化センターアルカイックホール）[3]
- 2008年（平成20年） - この年の入試より、 特色選抜・複数志願選抜の新しい入試制度に変更
- 2011年（平成23年） - 4月、統合新校の尼崎市立尼崎双星高等学校が開校（尼崎東高校と尼崎産業高校の生徒募集を停止）
- 2013年（平成25年） - 3月31日、閉校

## 基礎データ

### 交通アクセス

#### 電車
- 阪急神戸線 園田駅から北西へ約1.4km（徒歩で約18分）
- JR宝塚線（福知山線）塚口駅から東へ約2.9km（徒歩で約35分）
- JR宝塚線 猪名寺駅から東へ約2km（徒歩で約25分）

#### バス
- 園田駅前から尼崎市バス（尼崎市交通局）21、22系統に乗車「園田公民館」下車、東へ300m（徒歩で約4分）
- 園田駅前または猪名寺駅前から阪急バス88系統に乗車「下食満（しもけま）」下車、北へ200m（徒歩で約3分）[7]

## 諸活動
生徒会による自主活動が活発である。

### 部活動
クラブ活動では、ラグビー部や男子バレー部は全国大会に、水泳部や卓球部、空手は近畿大会に出場した。

## 高校関係者と組織

### 関連団体
- 尼崎市立尼崎東高等学校同窓会 - 同窓会。固有の団体名は無し

### 高校関係者一覧

#### 経済
- 籠池泰典 - 森友学園前理事長

#### 芸能
- 牧野エミ - 女優（演劇ユニット「売名行為」など）、タレント

#### スポーツ
- 曽我部慶太 - サッカー選手（ヴィッセル神戸→ベガルタ仙台→ツエーゲン金沢→SC相模原）